# Мемпрік
Мемпрік (валл. Meynbir), відповідно до дослідження Джефрі Монмутського п'ятий Міфічний король Британії, син короля Мадана. Після смерті Мадана між Мемпріком і його братом Малімом розпочалась війна за престол. Мемпрік погодився на переговори з Малімом, під час яких убив брата. Після цього Мемпрік правив як тиран упродовж 20 років, убивши багатьох відомих впливових людей на острові. Звинувачував свою дружину та свого сина Ебравка у непристойних зв'язках.
Загинув на полюванні, зазнавши нападу зграї вовків. Вважається сучасником біблійного короля Юдейського царства Савла.

## Родовід
- Скамандр, Засновник Троади
  -  Теукр, Цар Троади
    -  Батія, Цариця Троади
      -  Іл, Цар Троади
      -  Ерехтей, Цар Троади
        -  Трой, Цар Трої
          -  Іл, Цар Трої
            -  Лаомедонт, Цар Трої
              -  Пріам, Цар Трої
                -  Креуса, Цариця Трої, дружина Енея
                  -  Асканій Юл, Цар Альба-Лонга
                    -  Сільвій, Цар Альба-Лонга
                      -  Брут I Троянський, Король Британії
                        -  Локрін І, Король Британії
                          -  Мадан І, Король Британії
                            -  Мемпрік І, Король Британії